# Copernicus Center
Pour les articles homonymes, voir Centre Copernic (Varsovie) et Copernicus.
Le Copernicus Center (anciennement Gateway Theatre) est un centre communautaire, culturel et une salle de spectacle d'une capacité de 1 852 places situé au 5216 West Lawrence Avenue dans le sud-est du secteur de Jefferson Park à Chicago, dans l'État de l'Illinois, aux États-Unis. Autrefois salle de cinéma de quartier, le Copernicus Center constitue aujourd'hui un centre communautaire majeur pour la communauté polonaise de Chicago.
L'ancien Gateway Theatre a été conçu par le prestigieux cabinet d'architectes Rapp and Rapp, réputé pour ses projets de salles de cinéma prestigieuses non seulement à Chicago (le Chicago Theatre, le James M. Nederlander Theatre et l'Uptown Theatre…) mais dans le reste des États-Unis. En 1985, il fut renommé en l'honneur de l'astronome polonais Nicolas Copernic.
Le Copernicus Center est un centre événementiel de premier plan à Chicago. Il accueille des événements culturels et communautaires, des concerts, des pièces de théâtre, des ateliers pédagogiques, des activités culturelles diversifiées et des actions citoyennes. Il accueille également le plus grand festival de musique polonaise, le « Taste of Polonia » qui se tient chaque année en septembre. Depuis 1971, le Copernicus Center est soutenu par la Copernicus Foundation, une organisation à but non lucratif au service de l'importante communauté polonaise de Chicago.

## Historique
D'une capacité de 1 852 places, le Gateway Theatre fut construit en 1930 pour la chaîne Balaban and Katz et conçu spécifiquement comme salle de cinéma par le cabinet Rapp and Rapp dans un style de « cinéma d'ambiance » (un type de cinéma populaire à la fin des années 1920), avec une atmosphère de cour italienne et de nombreux ornements inspirés de l'architecture romaine classique. L'artiste Louis Frederick Grell (1887-1960) fut chargé de concevoir et de peindre à la main l'intégralité du plafond et des murs du grand hall et du foyer à deux étages. Influencé par la Renaissance italienne, Grell intégra des personnages principalement issus de la mythologie gréco-romaine et des motifs muraux personnalisés, tous peints à la main.
Bien que le Gateway Theatre ne disposait pas d'une grande scène, il resta très populaire durant des décennies, projetant des milliers de films et faisant salle comble jusque dans les années 1970. À ce jour, il est le seul théâtre dans son genre encore existant conçu par Rapp and Rapp.
À la fin des années 1970, le bâtiment devint le siège permanent du Centre culturel polonais de Chicago (Polish Cultural Center of Chicago). Appelé Gateway Theatre jusqu'en 1985, le bâtiment fut renommé en l'honneur de l'astronome, médecin et mathématicien d'origine polonaise Nicolas Copernic (1473-1543). Les responsables décidèrent de restaurer le théâtre et de remodeler entièrement certaines parties du bâtiment : le hall d'entrée d'origine (adjacent au théâtre) fut divisé en trois sections pour y installer des bureaux, des salles de réunion et des espaces dédiés aux répétitions.
La phase de rénovation suivante fut achevée en 1984 et, en 1985, la « Tour de la Solidarité », avec sa façade assortie, fut érigée au sommet du bâtiment. L'extérieur du Copernicus Center fut modifié pour ressembler à l'historique palais royal de Varsovie du XVIIe siècle qui fut la résidence officielle des rois de Pologne à Varsovie. La tour est une réplique à l'échelle de la tour horloge qui orne le château. Se trouvant à proximité de l'autoroute Kennedy, la tour horloge du bâtiment est visible par les automobilistes qui font le trajet entre le centre-ville de Chicago et l'aéroport international O'Hare.
À la fin des années 1990, le Copernicus Center commença à se dégrader, les difficultés financières pesant sur la Copernicus Foundation. De nombreuses collectes de fonds et un programme de rénovation de dix ans lui redonnèrent sa gloire d'antan. Les sols, le plafond, les sièges et les façades furent entièrement rénovés. Les loges furent restaurées et des équipements nécessaires aux concerts furent ajoutés. Le Copernicus Center dispose désormais d'une grande scène de projection permettant d'accueillir à la fois des concerts, des spectacles et des représentations théâtrales.
Le hall d'entrée rénové et agrandi communique avec l'Annexe, qui arbore un style loft moderne avec parquet, murs en briques apparentes, puits de lumière et plafond à poutres apparentes en bois naturel. Outre les événements privés, l'Annexe est devenue une seconde « salle » pour les petits spectacles.

## Aujourd'hui
Depuis, une scène de projection a été construite au Copernicus Center et il a commencé à accueillir une grande variété de spectacles destinés non seulement à la communauté polonaise de Chicago mais aussi à d'autres communautés des quartiers alentour ne disposant pas de leurs propres installations, comme les immigrants d'Asie du Sud, les Hispaniques et Latino-Américains, les coréens, les philippins, etc., ainsi qu'à la communauté américaine.
Concerts, pièces de théâtre, compétitions sportives, séminaires, récitals de danse, spectacles pour enfants, concours de chorale et soirées des candidats ne sont que quelques-uns des nombreux programmes proposés au Copernicus Center.
Au cours de ces quatre dernières décennies, son utilisation et ses programmes ont également évolués. Le Copernicus Center est désormais utilisé en moyenne 48 semaines par an, la fréquentation maximale étant observée principalement le weekend. Les programmes sont devenus plus sophistiqués et accueillent un public beaucoup plus large. Aujourd'hui, le théâtre a une capacité d'accueil de 1 852 personnes est s'appelle désormais le Mitchell Kobelinski Theater (renommé d'après l'un des membres les plus influents du conseil d'administration de la Copernicus Foundation qui a été l'organisation fer de lance dans la réhabilitation du bâtiment et la modernisation du théâtre).
George W. Bush et Barack Obama, respectivement 43e et 44e président des États-Unis, organisèrent des événements au Copernicus Center. Jean-Paul II, le 264e pape de l'Église catholique romaine et premier pape d'origine polonaise, passa devant le centre lors de son passage à Chicago en 1979.

## Accès
Le Copernicus Center est situé à un pâté de maisons à l'ouest de la sortie Lawrence Avenue de l'autoroute Kennedy (Kennedy Expressway). Il est également accessible par la station Jefferson Park de la ligne bleue du métro de Chicago ainsi que par l'arrêt Jefferson Park de la ligne Union Pacific/Northwest du réseau de trains de banlieue Metra.

## Galerie

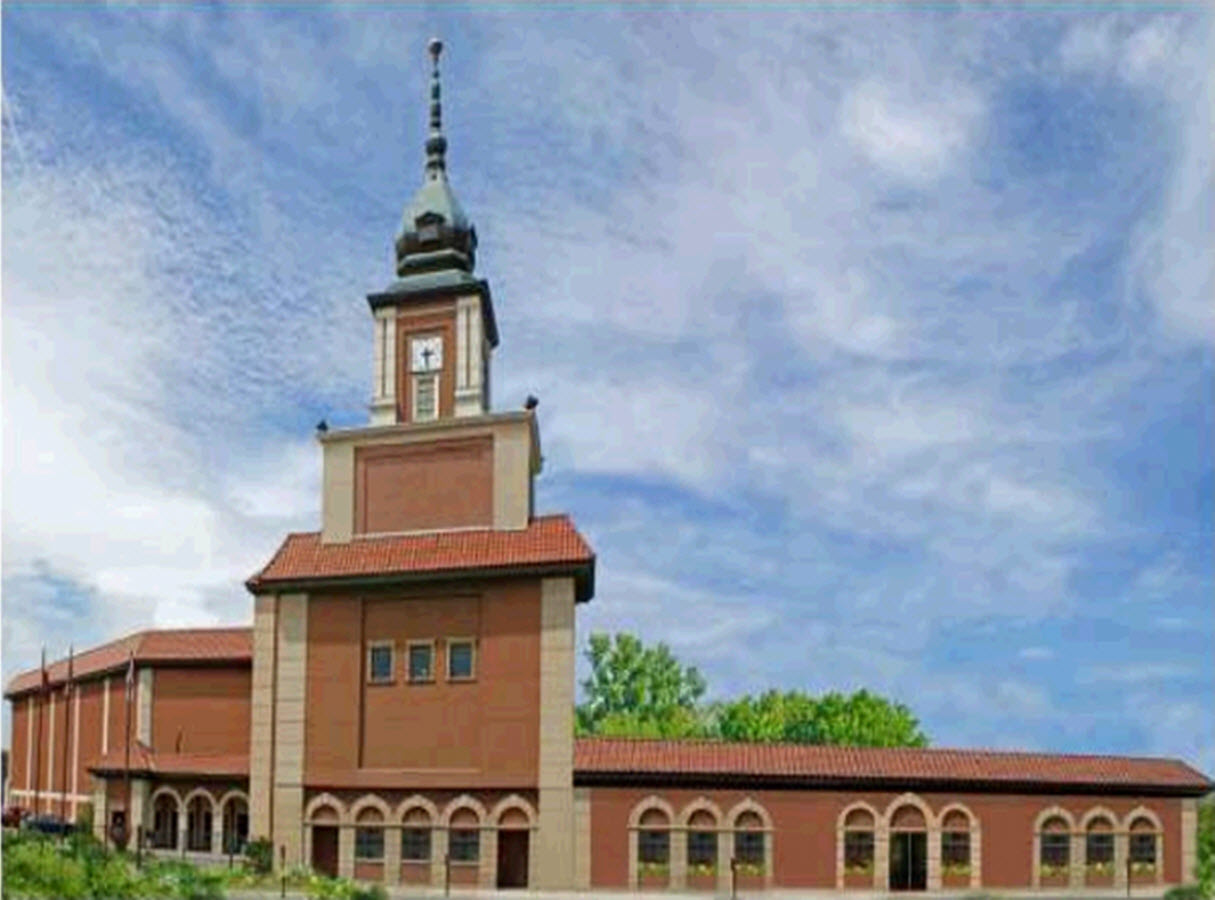
Tour horloge du bâtiment.
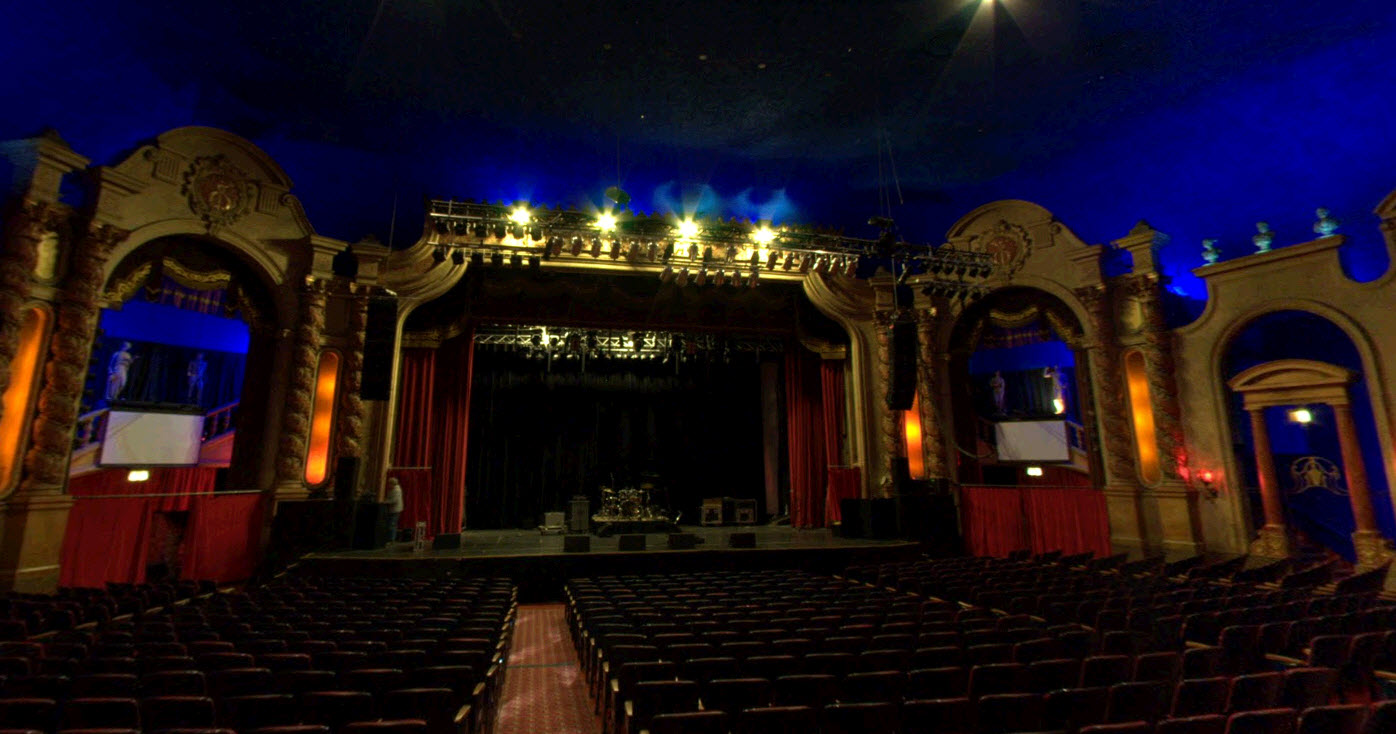
Le Mitchell Kobelinski Theater.
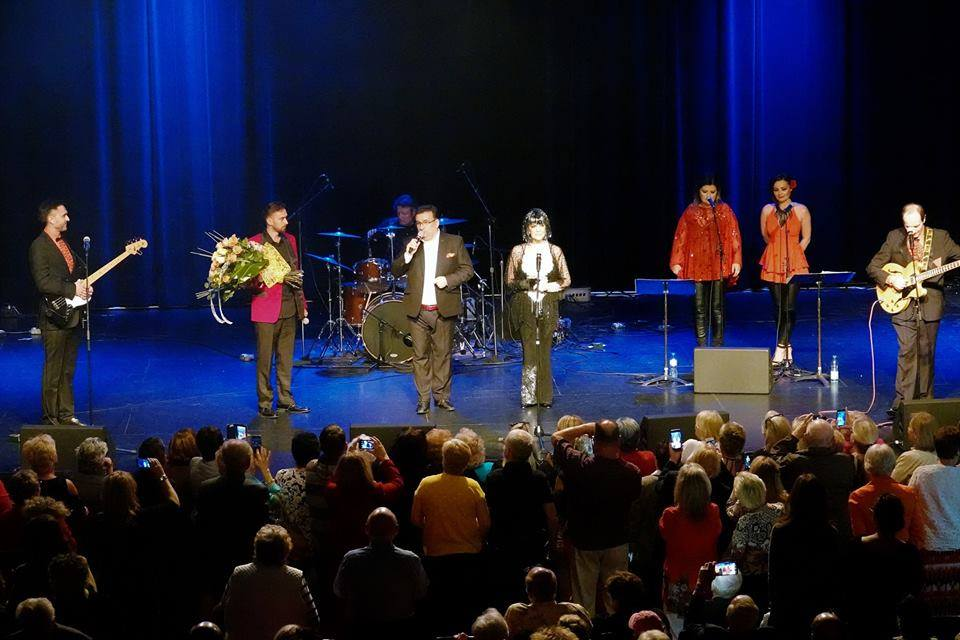
Groupe de musique sur scène.